# James Rice
James Rice (1843—1882) var en engelsk forfatter. 
Rice, var ejer og redaktør af det illustrerede ugeblad Once a Week, det ene af de to blade, hvori Dickens' Household Words spaltedes. Han skrev i samarbejde med Walter Besant en lang række i den tid meget populære romaner. Desuden skrev Rice et udførligt værk om de engelske hestevæddeløb: History of the British Turf from the earliest Times (1879). 